# Skovvejen
Skovvejen  er en to- og især firesporet motortrafikvej, som går fra Kalundborgmotorvejen ved Dramstrup til Viskinge ca. 15 km fra Kalundborg. Skovvejen er en del af Primærrute 23.
Skovvejen blev i 1950'erne samt især i 1960'erne og 1970'erne udbygget som en af Danmarks første motortrafikveje i ca. 34 km nyt tracé. I 2013 og 2019 blev de østligste ca. 12,5 km fra Motorvejskryds Holbæk ved Elverdam til Dramstrup omdannet til motorvej, som indgår i Kalundborgmotorvejen. Linjeføringen for resten af en fremtidig motorvejsstrækning fra Dramstrup til Kalundborg er fastlagt, og den indbefatter ombygning af den resterende del af Skovevejen. Endnu i 2021 er ikke vedtaget ved anlægslov for denne strækning.

## Historie
Frederik 5. besluttede i 1761 at der skulle anlægges et nyt landsdækkende i net af gode hovedveje, og det blev begyndelsen til næsten 100 års vejbyggeri. Undervejs fik Danmark sin første vejlov, Vejforordningen af 1793, og her blev de vigtigste færdselsforbindelser mellem landsdelene ikke defineret som ”hovedveje”, men som ”hovedlandeveje”, som sammen med de lokale ”landeveje” og ”biveje” skulle administreres af deres respektive vejmyndighed. Hovedlandevejen fra Roskilde til Kalundborg blev vedtaget i 1779. Linjeføringen fulgte omtrent de gamle veje over Holbæk, Tuse, Svinninge til Viskinge. I maj 1790 indgav imidlertid en gruppe lokale godsejere en ansøgning til Generalvejkommissionen om en linjeføring over Nyby, Sønder og Nørre Jernløse, gennem Mørkøv og Jyderup til Viskinge, altså et forløb stort set svarende til nutidens forløb af Skovvejen. Her fandtes allerede en efter vejforordningen af 1793 en mindre landevej, der slyngede sig gennem landskabet og var i dårlig stand.
Forslagsstillerne mente, at denne vejføring have flere fordele:
- Der kunne spares en halv mil vej.
- Der fandtes langt flere sten og mere grus end langs den vedtagne, nordlige linjeføring.
- Der ville være langt mere naturalhoveri til rådighed.
- Langt de fleste af amtets beboere ville få gavn af den mere direkte linjeføring.

Vejkorpset var meget stemt for den sydlige og mere direkte linjeføring ud fra en økonomisk betragtning. Imidlertid medførte pres fra Holbæk, at Generalvejkommissionen i 1795 vedtog, at hovedlandevejen fastholdt den nordlige linjeføring over Tuse og Svinninge.

### Nyere tid
I 1950’erne stod det klart, at den gamle hovedvej 4 over Tuse ikke i længden kunne klare trafikken, og sammen med Vejdirektoratet blev amtet enige om, at der skulle bygges en ny vejforbindelse fra København til Kalundborg via Skovvejen i nyt tracé mellem Elverdam (Elverdams Å) og Viskinge. Allerede i 1955 udbyggede man den 2 km lange strækning mellem Nr. Jernløse og Dramstrup til tosporet vej med midterrabat og cykelsti.
Efter vejloven af 1957 samt cirkulære om hovedlandeveje fra 1960 blev vejstrækningen udpeget for fremtidig hovedlandevej. I 1960 blev man enige om, at den burde blive til tresporet vej med cykelsti, og man begyndte at anlægge to korte strækninger som tresporet vej på hver side af den nye tosporede vejstrækning Nr. Jernløse-Dramstrup. Imidlertid blev der stadig større modvilje mod tresporede veje, og i 1963 blev Skovvej-udbygningen ændret fra en tre- til firesporet vej. Ved at sløjfe cykelstierne og mindske midterrabatten kunne man fortsætte uden at skulle udvide de jordarbejder, der allerede var udført. Vejstrækningen Nr. Jernløse-Nykro på 2,2 km åbnede i 1964, Tvede-Dramstrup på 3,3 km åbnede i 1965, Bjergsted-Tvede 12,8 km åbnede i 1969, Nykro-Elverdam på 7,8 km åbnede i 1974 og Viskinge-Bjergsted på 4,3 km åbnede i 1977. Dermed havde man fuldført de oprindelige planer for forlægning og udbygning af vejstrækningen mellem Elverdam og Viskinge til en hovedsagelig firesporet hovedlandevej med enkelte tilslutningsanlæg og et begrænset antal direkte vejtilslutninger.
Fra begyndelsen var den nye Skovvejen mellem Viskinge og Elverdam tænkt som motortrafikvej, selvom det først var med færdselsloven i 1976, at denne vejtype defineredes selvstændigt med færdselsregler og eget skilt. Dermed er denne vejstrækning blandt de ældste danske motortrafikveje.
Trods udbygningen af Skovvejen i 1960'erne og 1970'erne opstod der efterhånden et stigende ønske om bedre trafikforbindelser mellem Kalundborg og Holbæk. Derfor er foreløbig de østligste ca. 12,5 km af Skovvejen i to etaper, med åbninger i 2013 og 2019, blevet ombygget til motorvej, som indgår i Kalundborgmotorvejen. I 2019 blev det stykke af motortrafikvejen, der havde været midlertidig i 46 år, opgraderet fra almindelig landevejt il motorvej. Det betød tilligemed, at den rundkørsel, der var lavet for EU-midler ved nr. Jernløse, nu ikke skabte problemer for tung trafik til erhvervsområdet i Nr. Jernløse. Den var oprindeligt lavet, så tung trafik fra København ikke kunne dreje ned mod erhvervsområdet uden at tage en ekstra tur rundt i rundkørslen. Det var naturligvis en fejl fra det offentlige, som aldrig blev rettet, mens den oprindelige Skovvej var aktiv. 